# Cuvac eslovaco
Cuvac es una raza de perro de tipo moloso originaria de Eslovaquia utilizada como perro guardián de ganado.
Esta raza de perro de montaña -también conocido como Slovensky Cuvac, Slovak Chuvach, Tatransky Cuvac, Slovensky Kuvac y Tchouvatch en inglés y alemán— es cercana al Kuvasz , al Perro de montaña de los Pirineos, al Pastor de Maremma, al Akbash, y al Pastor de Tatra. La raza está reconocida bajo el espónsor de Eslovaquia en la Federación Cinológica Internacional con el nombre Slovenský čuvač.

## Apariencia
La raza tiene una imponente estatura, con una cabeza grande, la mitad de ella ocupada por el canal nasal. Tiene mandíbulas fuertes, con una mordida de tijera y los ojos ovalados oscuros y vivos. Las orejas son largas y colgantes. La cola está densamente cubierta de pelo y cuelga cuando el perro está en reposo. El manto es completamente blanco pudiendo alcanzar su pelo hasta 10 cm de longitud.

## Altura y peso
La altura de los machos puede llegar a 70 cm y la de las hembras a 65. El peso del macho oscila entre 35 y 45 kg y el de la hembra entre 30 y 40.